# Coopératives
Coopératives ist eine der vier wichtigsten zugelassenen Herstellungskategorien der französischen Appellation d’Origine Protegée (AOP) für Käsesorten. Anders als bei den Herstellungskategorien Fermier und Artisanal wird der Käse hier in einer einzigen Molkerei hergestellt. Die Milch wird von den Mitgliedern der Genossenschaft geliefert. Die Produktionsmenge ist dementsprechend auch groß. 
Käsesorten, die auf diese Weise hergestellt werden, werden in der Regel in ganz Frankreich angeboten.
Eine weitere zugelassene Herstellungskategorie der Appellation d’Origine Contrôlée ist die Herstellungskategorie Industriel.